# Principauté de Bulgarie
1878–1908
Entités précédentes :
- Empire ottoman
- Roumélie orientale (1885)

Entités suivantes :
- Royaume de Bulgarie

La principauté de Bulgarie (en bulgare : Княжество България, Knjažestvo Bălgarija) était une entité autonome sous suzeraineté de l’Empire ottoman créée après la guerre russo-ottomane par le traité de Berlin de 1878 et remplacée en 1908, avec l’indépendance de la Bulgarie, par le royaume de Bulgarie.

## Contexte

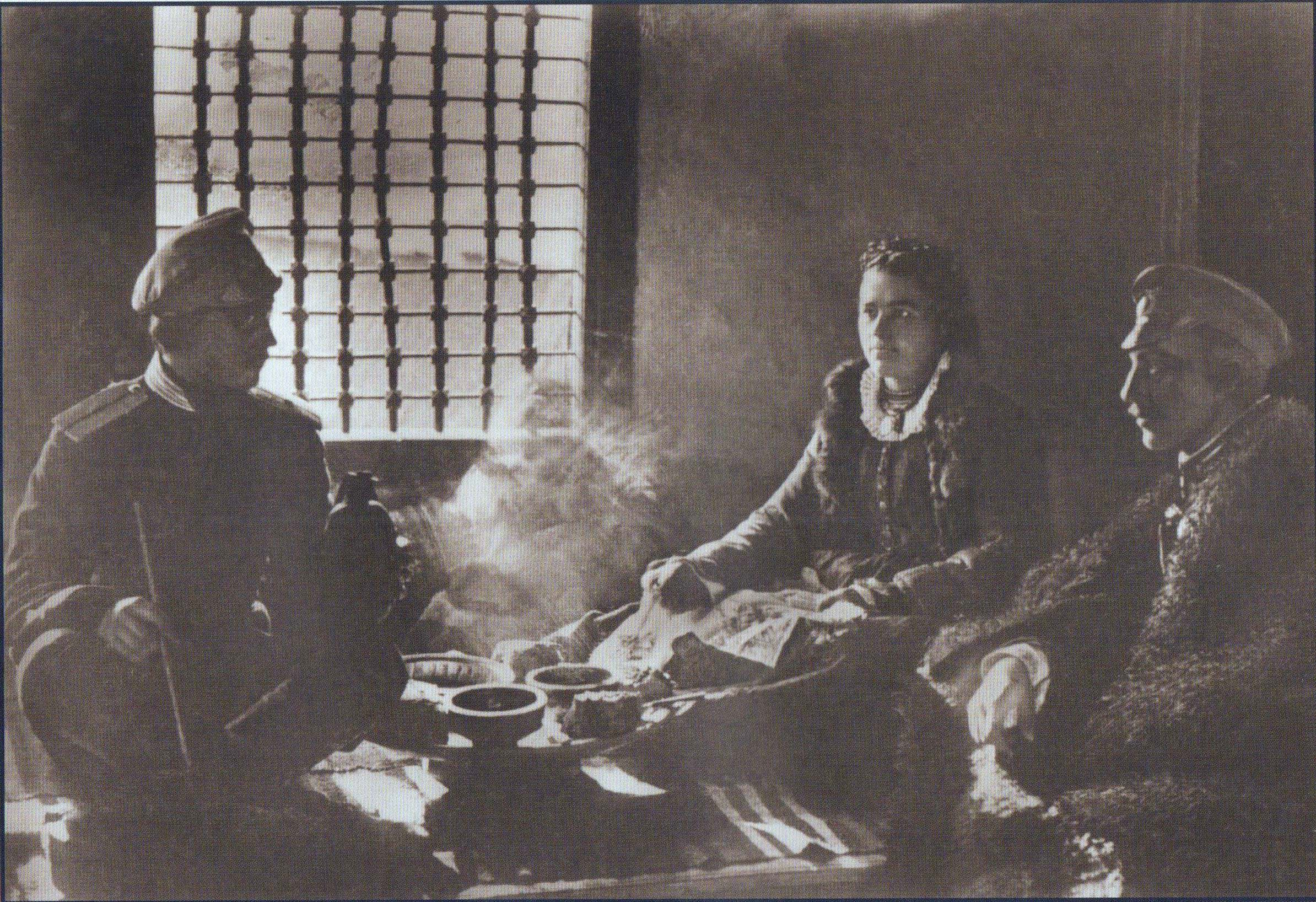
Soldats russes accueillis dans la maison d'une femme bulgare pendant la guerre de 1877-1878.

Depuis la chute de l'Empire bulgare en 1396, les territoires bulgares sont dépendants de l'Empire ottoman. La conscience nationale ne renaît qu'à la fin du XVIIIe siècle. De nombreux mouvements révolutionnaires et des soulèvements contre les Ottomans ont lieu, aussi bien en territoire bulgare que dans le reste des Balkans.
La grande révolte bulgare de 1876 échoue mais la violente répression ottomane choque les opinions européennes et entraîne l'intervention de l'Empire russe dans la guerre russo-turque de 1877-1878, obligeant le sultan à reconnaître l'autonomie bulgare.

## Conditions de la création
Le traité de San Stefano du 3 mars 1878 avait décidé de la création d'une principauté bulgare autonome au sein de l'empire ottoman ; cet État autonome adopte les contours de la Grande Bulgarie, comprenant notamment les régions de la Mésie, la Thrace et la Macédoine. Il regroupait l’ensemble des populations bulgarophones des Balkans ainsi que d'importantes minorités grecques, turques et serbes.
Le Royaume-Uni, craignant l’établissement d’un vaste État client de la Russie dans la région favorise la tenue du congrès de Berlin, réuni 4 mois après le traité de San Stefano. Sous l'influence de Otto von Bismarck (Chancelier allemand) et Benjamin Disraeli (Premier ministre du Royaume-Uni), le précédent projet de création est fortement réduit. Il est créé deux entités :
- d'une part, une principauté bulgare largement autonome créée entre le Danube et la chaîne du Grand Balkan ayant son siège dans l'ancienne capitale bulgare de Veliko Tarnovo, mais comprenant aussi Sofia ; la principauté reste sous la souveraineté nominale ottomane mais elle doit être gouvernée par un prince élu par un congrès de notables bulgares et agréé par les grandes puissances ;
- d'autre part, une province autonome ottomane sous le nom de Roumélie orientale au sud du Grand Balkan, tandis que la Macédoine retourne sous la souveraineté directe du Sultan.

## AlexandreIerde Bulgarie
Les grandes puissances refusant la dévolution de la principauté à un Russe, un compromis est trouvé permettant l'avènement d'Alexandre de Battenberg, neveu par alliance du tsar Alexandre II. La principauté, théoriquement vassale de l'Empire ottoman, est alors soumises aux influences antagonistes russe et austro-hongroise.
Après l'élection d'un parlement en 1879 de tendance libérale, le prince opte pour un régime autoritaire, dissout le parlement en 1880 et suspend la constitution l'année suivante. Il s'octroie les pleins pouvoirs, malgré l'opposition des nationalistes bulgares appuyés par la Russie. Mais, à l'avènement d'Alexandre III de Russie, il restaure la constitution et forme un gouvernement pour mieux combattre l'influence de la Russie.
Le 6 septembre 1885, la Roumélie orientale proclame sa réunion à la Bulgarie. Les grandes puissances n'interviennent pas et la convention de Tophane du 5 avril 1886 entre l’Empire ottoman et la principauté de Bulgarie entérine la réunification. Entre-temps, la victoire du prince Alexandre Ier de Bulgarie sur les troupes du roi de Serbie Milan Ier durant la guerre serbo-bulgare (novembre 1885-mars 1886) permet de renforcer la position des nationalistes bulgares dans les Balkans.
Le 21 août 1886, un coup d’État organisé par des forces pro-russes renverse le prince Alexandre Ier. Le 7 juillet 1887, le prince Ferdinand de Saxe-Cobourg-Kohary, est proclamé prince de Bulgarie, et arrive en Bulgarie après une régence exercée par Stefan Stambolov.

## FerdinandIer, roi des Bulgares
Ferdinand Ier est le candidat autrichien mais les Russes refusent de le reconnaître. Il gouverne d'abord de concert avec Stambolov nommé Premier ministre mais, en 1894, leurs relations se détériorent. Stambolov démissionne et est assassiné en juillet 1895. Ferdinand décide alors de rétablir des relations amicales avec la Russie et amorce un retour à une politique conservatrice.
Le début du XXe siècle est marqué par les politiques irrédentistes de la Bulgarie, mais aussi de la Serbie et de la Grèce sur les populations macédoniennes restées sous domination ottomane. En 1903, la Macédoine connaît une insurrection bulgare. En 1908, Ferdinand utilise les tensions existant entre les grandes puissances pour déclarer à Veliko Tarnovo l'indépendance de la Bulgarie et la création du royaume de Bulgarie, lui-même prenant le titre de tsar (5 octobre 1908-22 septembre 1908 au calendrier julien).